# Aly Cissokho
Aly Cissokho (Blois, 15 de setembro de 1987) é um futebolista francês que atua como lateral-esquerdo. Atualmente, joga pelo Lamphun Warriors.

## Carreira
Cissokho fez a sua estreia como jogador profissional no Gueugnon, no último jogo da temporada 2006-07 da segunda divisão francesa.
Em 2 de junho de 2008, assinou pelo Vitória de Setúbal, por um período de três anos.
No início de 2009 assinou pelo Porto, contratado por 300 mil euros ao Vitória de Setúbal..
Cissokho destacou-se de imediato, tendo conquistado a titularidade. No final da temporada despertou o interesse de vários clubes europeus. Em junho de 2009, o Porto anunciou que chegara a acordo com o Milan para a transferência do jogador por 15 milhões de euros. No entanto, por não cumprir "os requisitos exigidos pelo departamento médico do Milan" o acordo foi anulado, voltando assim o jogador para o Porto.
No mês seguinte foi anunciada pelo FC Porto a transferência de Cissokho para o Lyon por 15 milhões de euros. Permaneceu por três temporadas no clube francês.
No dia 23 de agosto de 2012, o Valencia confirmou a contratação de Cissokho, buscando para suprir a vaga do espanhol Jordi Alba, que foi para o Barcelona.

## Títulos
Porto
- Campeonato Português: 2008-09
- Taça de Portugal: 2008-09, 2009-10
- Supertaça Portuguesa: 2009-10

Lyon
- Copa da França: 2011-12
- Supercopa da França: 2012

Olympiakos
- Superliga Grega: 2016-2017